# Порт-о-Шуа
Порт-о-Шуа (англ. Port au Choix) — містечко в Канаді, у провінції Ньюфаундленд і Лабрадор.

## Населення
За даними перепису 2016 року, містечко нараховувало 789 осіб, показавши скорочення на 6,0%, порівняно з 2011-м роком. Середня густина населення становила 22,2 осіб/км².
З офіційних мов обидвома одночасно володіли 10 жителів, тільки англійською — 775. Усього 5 осіб вважали рідною мовою не одну з офіційних.
Працездатне населення становило 65,1% усього населення, рівень безробіття — 41,7% (40% серед чоловіків та 41% серед жінок). 94% осіб були найманими працівниками, а 7,1% — самозайнятими.
Середній дохід на особу становив $43 304 (медіана $30 400), при цьому для чоловіків — $59 057, а для жінок $28 825 (медіани — $40 346 та $25 216 відповідно).
27,7% мешканців мали закінчену шкільну освіту, не мали закінченої шкільної освіти — 34,6%, 37,7% мали післяшкільну освіту, з яких 12,2% мали диплом бакалавра, або вищий.
| Статево-вікова структура населення | Статево-вікова структура населення | Статево-вікова структура населення | Статево-вікова структура населення | Статево-вікова структура населення |
| ---------------------------------- | ---------------------------------- | ---------------------------------- | ---------------------------------- | ---------------------------------- |
|                                    |                                    |                                    |                                    |                                    |
| Всього                             | Всього                             | 50,0%                              |                                    |                                    |
| 0 — 14 років                       | 0 — 14 років                       |                                    | 10,6%                              | 10,6%                              |
| 15 — 64 років                      | 15 — 64 років                      |                                    | 67,5%                              | 67,5%                              |
| 65 і більше                        | 65 і більше                        |                                    | 21,9%                              | 21,9%                              |
| 85 і більше                        | 85 і більше                        |                                    | 0,6%                               | 0,6%                               |
| Середній вік (років)               | Середній вік (років)               | 47,747,4                           | 47,6                               | 47,6                               |
| Медіана (років)                    | Медіана (років)                    | 51,852,3                           | 52,0                               | 52,0                               |
| — чоловіки — жінки                 |                                    |                                    |                                    |                                    |

| Походження мешканців:     | Походження мешканців:     | Походження мешканців: | Походження мешканців: | Походження мешканців: |
| ------------------------- | ------------------------- | --------------------- | --------------------- | --------------------- |
| Походження                |                           |                       | осіб                  | %                     |
| Корінні американці        | Корінні американці        |                       | 150                   | 19.87%                |
| Інше північноамериканське | Інше північноамериканське |                       | 385                   | 50.99%                |
| Європейське               | Європейське               |                       | 430                   | 56.95%                |
| британське                | британське                |                       | 240                   | 31.79%                |
| французьке                | французьке                |                       | 235                   | 31.13%                |
| Азійське                  | Азійське                  |                       | 45                    | 5.96%                 |

| Зайнятість населення за галузями (за класифікацією NOC): | Зайнятість населення за галузями (за класифікацією NOC): | Зайнятість населення за галузями (за класифікацією NOC): | Зайнятість населення за галузями (за класифікацією NOC): | Зайнятість населення за галузями (за класифікацією NOC): |
| -------------------------------------------------------- | -------------------------------------------------------- | -------------------------------------------------------- | -------------------------------------------------------- | -------------------------------------------------------- |
|                                                          |                                                          |                                                          |                                                          |                                                          |
| Управління                                               | Управління                                               |                                                          | 4,7%                                                     | 4,7%                                                     |
| Бізнес, фінанси та адміністрування                       | Бізнес, фінанси та адміністрування                       |                                                          | 5,9%                                                     | 5,9%                                                     |
| Природничі та прикладні науки                            | Природничі та прикладні науки                            |                                                          | 3,5%                                                     | 3,5%                                                     |
| Охорона здоров'я                                         | Охорона здоров'я                                         |                                                          | 4,7%                                                     | 4,7%                                                     |
| Освіта, правозахист, муніципальні та урядові служби      | Освіта, правозахист, муніципальні та урядові служби      |                                                          | 10,6%                                                    | 10,6%                                                    |
| Мистецтво, культура, відпочинок та спорт                 | Мистецтво, культура, відпочинок та спорт                 |                                                          | 2,4%                                                     | 2,4%                                                     |
| Роздрібна торгівля та послуги                            | Роздрібна торгівля та послуги                            |                                                          | 17,6%                                                    | 17,6%                                                    |
| Гуртова торгівля, транспорт та обладнання                | Гуртова торгівля, транспорт та обладнання                |                                                          | 17,6%                                                    | 17,6%                                                    |
| Природні ресурси, сільське господарство                  | Природні ресурси, сільське господарство                  |                                                          | 17,6%                                                    | 17,6%                                                    |
| Виробництво                                              | Виробництво                                              |                                                          | 14,1%                                                    | 14,1%                                                    |

## Клімат
Середня річна температура становить 2,6°C, середня максимальна – 17,2°C, а середня мінімальна – -13,8°C. Середня річна кількість опадів – 1 087 мм.
| Клімат поселення                              | Клімат поселення | Клімат поселення | Клімат поселення | Клімат поселення | Клімат поселення | Клімат поселення | Клімат поселення | Клімат поселення | Клімат поселення | Клімат поселення | Клімат поселення | Клімат поселення | Клімат поселення |
| Показник                                      | Січ.             | Лют.             | Бер.             | Квіт.            | Трав.            | Черв.            | Лип.             | Серп.            | Вер.             | Жовт.            | Лист.            | Груд.            |                  |
| Середній максимум, °C                         | −4,1             | −4,91            | −1,15            | 4,66             | 9,35             | 13,63            | 17,14            | 17,19            | 13,69            | 8,26             | 3,44             | −2,03            |                  |
| Середня температура, °C                       | −8,56            | −9,35            | −5,6             | 0,23             | 4,90             | 9,19             | 14,15            | 14,19            | 10,70            | 5,28             | 0,46             | −5               |                  |
| Середній мінімум, °C                          | −13,03           | −13,79           | −10,04           | −4,2             | 0,45             | 4,73             | 11,16            | 11,21            | 7,71             | 2,30             | −2,53            | −8               |                  |
| Норма опадів, мм                              | 115              | 86               | 74               | 56               | 72               | 94               | 104              | 100              | 104              | 96               | 86               | 100              |                  |
| Середньомісячна швидкість вітру, м/с          | 6.30             | 5.90             | 5.80             | 5.40             | 4.81             | 4.65             | 4.40             | 4.55             | 5.10             | 5.50             | 6.00             | 6.45             |                  |
| Середньомісячна сонячна радіація, кДж/м²·день | 3258             | 6428             | 10846            | 14628            | 17746            | 19012            | 18380            | 15419            | 11141            | 6541             | 3566             | 2423             |                  |
| --------------------------------------------- | ---------------- | ---------------- | ---------------- | ---------------- | ---------------- | ---------------- | ---------------- | ---------------- | ---------------- | ---------------- | ---------------- | ---------------- | ---------------- |
| Джерело:                                      |                  |                  |                  |                  |                  |                  |                  |                  |                  |                  |                  |                  |                  |